# Мусанг
Мусанг (Paradoxurus) — рід ссавців родини Віверових (Viverridae). Систематика в межах цього роду до сих пір є предметом наукових дискусій. Зокрема в роботі  запропоновано тварини роду Paradoxurus, які проживають на острові Шрі-Ланка розподілити поміж видами: Paradoxurus aureus (F. Cuvier, 1822), Paradoxurus montanus (Kelaart, 1852), Paradoxurus stenocephalus (Groves, Rajapaksha, Manemandra-Arachchi, 2009).